# Bethungra
Bethungra är en ort i Australien. Den ligger i kommunen Junee och delstaten New South Wales, i den sydöstra delen av landet, omkring 320 kilometer väster om delstatshuvudstaden Sydney. Antalet invånare är 135.
Runt Bethungra är det mycket glesbefolkat, med 2 invånare per kvadratkilometer.. Närmaste större samhälle är Illabo, omkring 12 kilometer sydväst om Bethungra.
I omgivningarna runt Bethungra växer huvudsakligen savannskog. Genomsnittlig årsnederbörd är 709 millimeter. Den regnigaste månaden är februari, med i genomsnitt 114 mm nederbörd, och den torraste är oktober, med 29 mm nederbörd.